# Theudoria pyrrhocnemis
Theudoria pyrrhocnemis är en insektsart som beskrevs av Brunner von Wattenwyl 1878. Theudoria pyrrhocnemis ingår i släktet Theudoria och familjen vårtbitare. Inga underarter finns listade i Catalogue of Life.